# زولتان سوبولا
زولتان سوبولا (بالمجرية: Supola Zoltán)‏ مواليد 11 فبراير 1988 في بودابست، هو لاعب كرة سلة مجري. بدأ مسيرته الاحترافية في سنة 2007. يلعب في الدوري المجري لكرة السلة كلاعب هجوم خلفي. يحمل الرقم 15. لعب مع ليدز فورس في دوري كرة السلة البريطاني.

## روابط خارجية
- زولتان سوبولا على موقع الاتحاد الدولي لكرة السلة (الإنجليزية)
- زولتان سوبولا على موقع الدوري الأوروبي لكرة السلة (الإنجليزية)
- زولتان سوبولا على موقع كرة السلة الأوروبية.كوم (الإنجليزية)
- زولتان سوبولا على موقع ريلجم (الإنجليزية)
- زولتان سوبولا على موقع بروبوليرز (الإنجليزية)
- زولتان سوبولا على موقع سبورتس رفرنس (الإنجليزية)